# Tanypus elegantulus
Tanypus elegantulus är en tvåvingeart som först beskrevs av Wulp 1874.  Tanypus elegantulus ingår i släktet Tanypus och familjen fjädermyggor.
Artens utbredningsområde är Nederländerna. Inga underarter finns listade i Catalogue of Life.